# Барсуки (Ямницкий сельсовет)
Барсуки́ (бел. Барсукі) — деревня в составе Ямницкого сельсовета Быховского района Могилёвской области Республики Беларусь.

## Население
- 2010 год — 1 человек.